# Martin Chalfie
Martin Chalfie (Chicago; 15 de enero de 1947) es un científico estadounidense galardonado, junto con el estadounidense Roger Y. Tsien y el japonés Osamu Shimomura, con el Premio Nobel de Química del año 2008 por el descubrimiento y desarrollo de la proteína verde fluorescente (GFP).

## Estudios científicos
Chalfie se graduó en la Universidad de Harvard y es profesor de biología en la Universidad de Columbia.
El laboratorio de Chalfie utiliza al nematodo Caenorhabditis elegans (C. elegans) para investigar el desarrollo y funcionamiento de las neuronas. Ha publicado más de 200 artículos.
Mientras trabajaba en el LMB en 1984 publicó un influyente artículo «The Neural Circuit for Touch Sensitivity in C. Elegans», junto a John Sulston y Sydney Brenner.
Chalfie fue el primero que logró introducir la GFP en otros organismos, en los cuales la proteína también emitió la fluorescencia.